# Abersychan
Abersychan är ett samhälle och en community i kommunen Torfaen i södra Wales. Den ligger norr om Pontypool, i den norra delen av Afon Llwyd-dalen.
I Abersychan föddes Torfaens parlamentsledamot Paul Murphy, politikern Roy Jenkins och rugbyspelaren Bryn Meredith.

## Lokal förvaltning
Abersychan utgör idag ett samhälle och ett valdistrikt i kommunen (county borough) Torfaen. Området ingick ursprungligen i socknen Trevethin i grevskapet Monmouthshire. Den 3 juni 1864 skapades Abersychans lokala förvaltningsdistrikt (local government district). Abersychan blev ett urban district och civil parish 1894. Som kommunal enhet upphörde Abersychan 1935, då stora delar av samhället införlivades med Pontypool och en liten del gick till Abercarn.
1974 blev samhället en del av det nyupprättade distriktet Torfaen, samtidigt som grevskapet Monmouthshire bytte namn till Gwent. Abersychan fick status som community 1985 men inget community council har bildats.. I denna community ingår förutom själva Abersychan även Cwmavon, Carndiffaith, Pentwyn, Talywain, Varteg och Victoria Village.

## Närliggande platser

### Pentwyn
Pentwyn är en liten by som består av ett postkontor, ett kapell, flera hus och en liten lekplats. Orten har ett kricketlag (Pentwyn CC) och ligger strax bredvid den gamla järnvägslinjen. Cricketklubben firade sitt 100-årsjubileum 2006 med en framgångsrik turné till Cork på Irland. Från byn finns bra vyer över Severn och staden Newport i söder.

### Victoria Village
Victoria Village är en liten by som består av en liten byskola och flera hus. En liten grupp hus på Incline Road markerar byns början; byns yttre gräns ligger nära Cwmavon. Abersychan Comprehensive School ligger i denna delen och tar stor plats i byn. Flera hus är byggda runt skolområdet.